# Ceromacra erebusalis
Ceromacra erebusalis là một loài bướm đêm trong họ Noctuidae.